# Bovril
Bovril é um município da província de Entre Ríos, na Argentina. Localiza-se a noroeste da província, sobre a margem do Rio Paraná.

## Turismo

### Fiesta Provincial del Gurí Entrerriano
É realizada em novembro. Gurí é "menino" em guarani. Participam dos eventos mais de 1.000 meninos de todo Entre Ríos.

### Festival Montielero
Festival nativista realizado anualmente desde 2004.